# Аксу (Аксуський район)
Аксу́ (каз. Ақсу) — село у складі Аксуського району Жетисуської області Казахстану. Адміністративний центр Аксуський сільського округу.
Населення — 885 осіб (2021; 892 у 2009, 1502 у 1999, 2367 у 1989).